# Матчи мужской сборной России по волейболу 1996
Главным турниром волейбольного сезона 1996 года являлся олимпийский турнир в Атланте. Путёвку туда сборная России уверенно завоевала в отборочном олимпийском турнире, однако в главном соревновании выступила неудачно (4-е место), проиграв матчи всем прямым конкурентам (дважды Югославии и Нидерландам, один раз Италии). В розыгрыше Мировой лиги россияне спустя три года вернулись в призёры турнира, взяв реванш у Кубы за поражение в прошлогоднем матче за бронзу.
Главным тренером сборной на протяжении всего сезона являлся Вячеслав Платонов.

## Матчи

### Предолимпийский отборочный турнир
| № 1(78) | 27.03.1996 Копенгаген. «KB-Hallen». 1000 зрителей | Россия — Югославия — 3:2 (5:15, 15:11, 10:15, 17:16, 15:9) |
| Россия: Константин Ушаков (2+2), Олег Шатунов (6+7), Игорь Шулепов (6+15), Руслан Олихвер (7+9), Дмитрий Фомин (12+22), Валерий Горюшев (0+1). Выход на замену: Павел Шишкин (6+20), Евгений Митьков (0+0), Алексей Казаков (0+0), Евгений Красильников (0+0), Станислав Динейкин (0+0). Югославия: Владимир Грбич (11+18), Жарко Петрович (8+24), Никола Грбич (6+5), Слободан Ковач (8+18), Желько Танаскович (6+8), Деян Брджович (10+20). Выход на замену: Дьюла Мештер (0+2), Горан Вуевич (1+2), Владимир Батез (0+0). |                                                   |                                                            |
| № 2(79) | 28.03.1996 Копенгаген. «KB-Hallen». 2000 зрителей | Дания — Россия — 0:3 (5:15, 12:15, 12:15)                  |
| Дания: Хютофт (3+0), Петер Борглунд (6+18), Йенсен (2+2), Лундтанг (4+16), Йенс Ларсен (5+12), Берг (1+6). Выход на замену: Лакенмейер (1+2), Хансен (1+0), Люо (0+0), Андерсен (0+0). Россия: Константин Ушаков (2+1), Игорь Шулепов (4+7), Руслан Олихвер (6+11), Дмитрий Фомин (8+9), Валерий Горюшев (9+9), Олег Шатунов (1+2). Выход на замену: Алексей Казаков (1+5), Евгений Красильников (0+0), Станислав Динейкин (1+3), Евгений Митьков (0+0).                                                                     |                                                   |                                                            |
| № 3(80) | 29.03.1996 Копенгаген. «KB-Hallen». 2000 зрителей | Россия — Болгария — 3:0 (15:11, 15:6, 15:4)                |
| Россия: Константин Ушаков (3+1), Игорь Шулепов (6+8), Руслан Олихвер (2+6), Дмитрий Фомин (9+20), Павел Шишкин (15+12), Олег Шатунов (0+1). Выход на замену: Алексей Казаков (2+1), Станислав Динейкин (1+0), Евгений Митьков (0+0). Болгария: Николай Иванов (1+2), Найден Найденов (1+7), Евгений Иванов (1+5), Любомир Ганев (2+11), Пламен Константинов (3+4), Николай Желязков (5+13). Выход на замену: Людмил Найденов (0+2), Радослав Арсов (2+2), Пётр Узунов (0+3), Ивайло Стефанов (0+1).                          |                                                   |                                                            |

### Мировая лига. Интерконтинентальный раунд
| № 4(81) | 11.05.1996 Пекин. «National Olimpic Center». 3000 зрителей | Россия — Япония — 3:2 (15:7, 12:15, 12:15, 15:7, 20:18) | Группа С |
| Россия: Алексей Казаков (2+1), Константин Ушаков (2+4), Игорь Шулепов (3+6), Руслан Олихвер (15+10), Дмитрий Фомин (16+17), Валерий Горюшев (11+11). Выход на замену: Павел Шишкин (6+7), Станислав Динейкин (6+15), Вадим Хамутцких (0+0), Евгений Красильников (0+0), Сергей Тетюхин (0+0). Япония: Норико Мацуда (0+3), Масаи Огино (8+16), Хацуюки Минами (7+18), Юти Накагаити (21+14), Сигэру Аояма (6+8), Хидэюки Отакэ (3+8). Выход на замену: Таити Сасаки (1+6), Масаюки Идзумикава (1+0), Масаёси Манабэ (0+0), Норихико Миядзаки (0+1).            |                                                            |                                                         |          |
| № 5(82) | 12.05.1996 Пекин. «National Olimpic Center». 3500 зрителей | Китай — Россия — 0:3 (8:15, 7:15, 9:15)                 | Группа С |
| Китай: Чжан Лимин (2+11), Чжоу Цзяньань (3+3), Чжан Сян (1+15), Се Гочэнь (0+4), Чжу Ган (1+6), Лю Вэйчжун (3+6). Выход на замену: Чэнь Фэн (5+7), Ю Дэ (1+4), Чжао Юн (1+4), Ли Темин (0+0). Россия: Евгений Красильников (2+0), Игорь Шулепов (5+12), Руслан Олихвер (3+11), Станислав Динейкин (5+9), Валерий Горюшев (12+16), Дмитрий Фомин (6+16). Выход на замену: Алексей Казаков (1+2), Вадим Хамутцких (0+0), Сергей Тетюхин (1+0). |                                                            |                                                         |          |
| № 6(83) | 17.05.1996 Москва. УСЗ ЦСКА. 4000 зрителей                 | Россия — Япония — 3:0 (17:15, 15:6, 15:2)               | Группа С |
| Россия: Евгений Красильников (0+0), Игорь Шулепов (1+3), Руслан Олихвер (4+12), Станислав Динейкин (7+13), Валерий Горюшев (10+11), Дмитрий Фомин (9+11). Выход на замену: Сергей Тетюхин (8+5), Алексей Казаков (0+0), Константин Ушаков (1+0). Япония: Норико Мацуда (1+1), Масаи Огино (2+9), Таити Сасаки (1+10), Нобухаро Сайто (2+8), Сигэру Аояма (2+5), Хацуюки Минами (1+6). Выход на замену: Масаюки Идзумикава (7+12), Нобутака Хирано (0+1), Такаси Нарита (0+0), Юкио Минами (0+3), Юнити Курюдзава (0+0).                                        |                                                            |                                                         |          |
| № 7(84) | 19.05.1996 Москва. УСЗ ЦСКА. 4500 зрителей                 | Россия — Китай — 3:1 (16:14, 12:15, 15:7, 15:9)         | Группа С |
| Россия: Евгений Красильников (1+1), Сергей Тетюхин (0+1), Руслан Олихвер (12+20), Дмитрий Фомин (15+27), Валерий Горюшев (16+14), Станислав Динейкин (7+23). Выход на замену: Игорь Шулепов (3+13), Алексей Казаков (3+2), Константин Ушаков (1+2). Китай: Чжоу Цзяньань (1+1), Чжан Лимин (7+23), Чжу Ган (5+14), Ю Дэ (3+16), Чжан Сян (8+22), Чжао Юн (6+9). Выход на замену: Ли Темин (0+0), Чэнь Фэн (0+0), Ань Цзяцзе (5+9), Ли Му (0+3). |                                                            |                                                         |          |
| № 8(85) | 24.05.1996 Ямагути. СКК. 900 зрителей                      | Китай — Россия — 0:3 (12:15, 7:15, 8:15)                | Группа С |
| Китай: Чжоу Цзяньань (1+3), Чжан Лимин (0+5), Чжу Ган (0+1), Ю Дэ (0+7), Чжан Сян (9+22), Се Гочэнь (2+15). Выход на замену: Чжао Юн (4+7), Лю Вэйчжун (4+2), Ли Темин (0+0), Чэнь Фэн (0+2), Ань Цзяцзе (0+2). Россия: Евгений Красильников (1+0), Игорь Шулепов (7+13), Станислав Динейкин (9+14), Дмитрий Фомин (1+5), Валерий Горюшев (7+9), Руслан Олихвер (4+14). Выход на замену: Сергей Тетюхин (0+0), Алексей Казаков (1+0), Константин Ушаков (0+2), Сергей Орленко (3+9).                                                                           |                                                            |                                                         |          |
| № 9(86) | 26.05.1996 Ямагути. СКК. 4200 зрителей                     | Япония — Россия — 0:3 (14:16, 10:15, 7:15)              | Группа С |
| Япония: Масаёси Манабэ (1+1), Юти Накагаити (5+10), Нобухаро Сайто (6+22), Сигэру Аояма (0+3), Масаюки Идзумикава (4+21), Хацуюки Минами (4+14). Выход на замену: Такаси Нарита (0+0), Хидэюки Отакэ (0+0), Масаи Огино (1+1), Нобутака Хирано (1+9), Таити Сасаки (0+2). Россия: Станислав Динейкин (5+15), Евгений Красильников (0+0), Руслан Олихвер (6+8), Игорь Шулепов (5+18), Дмитрий Фомин (13+24), Валерий Горюшев (6+9). Выход на замену: Павел Шишкин (0+1), Алексей Казаков (1+0), Константин Ушаков (1+2), Сергей Тетюхин (0+0).                  |                                                            |                                                         |          |
| № 10(87) | 31.05.1996 Шанхай. «Шанхай Гимнезиум». 8000 зрителей       | Китай — Россия — 0:3 (13:15, 6:15, 11:15)               | Группа С |
| Китай: Чжоу Цзяньань (1+3), Чжан Лимин (1+8), Чжу Ган (4+3), Ю Дэ (3+7), Чжан Сян (6+27), Се Гочэнь (1+1). Выход на замену: Чжао Юн (1+2), Лю Вэйчжун (2+6), Чень Фэн (1+5), Ань Цзяцзи (0+0). Россия: Константин Ушаков (0+1), Игорь Шулепов (6+12), Сергей Орленко (6+8), Станислав Динейкин (8+17), Павел Шишкин (6+9), Олег Шатунов (6+9). Выход на замену: Сергей Тетюхин (0+0), Алексей Казаков (0+1), Евгений Красильников (0+0). |                                                            |                                                         |          |
| № 11(88) | 1.06.1996 Шанхай. «Шанхай Гимнезиум». 5000 зрителей        | Россия — Япония — 3:0 (15:11, 15:6, 15:4)               | Группа С |
| Россия: Евгений Красильников (3+2), Сергей Тетюхин (6+1), Алексей Казаков (1+5), Станислав Динейкин (5+9), Павел Шишкин (4+5), Олег Шатунов (4+8). Выход на замену: Игорь Шулепов (3+3), Руслан Олихвер (0+6), Константин Ушаков (0+0), Сергей Орленко (5+2), Дмитрий Фомин (1+3), Валерий Горюшев (3+2). Япония: Масаёси Манабэ (1+1), Норихико Миядзаки (6+11), Нобухиро Сайто (2+10), Сигэру Аояма (4+6), Масаи Огино (1+2), Хидэюки Отакэ (0+4). Выход на замену: Такаси Нарита (0+0), Нобутака Хирано (2+8), Хацуюки Минами (0+2), Юнити Курюдзава (0+0). |                                                            |                                                         |          |
| № 12(89) | 7.06.1996 Санкт-Петербург. СКК. 3000 зрителей              | Россия — Китай — 3:1 (15:11, 15:9, 13:15, 15:3)         | Группа С |
| Россия: Евгений Красильников (0+0), Игорь Шулепов (16+18), Руслан Олихвер (1+9), Дмитрий Фомин (14+26), Валерий Горюшев (0+2), Олег Шатунов (11+13). Выход на замену: Сергей Тетюхин (0+0), Алексей Казаков (2+2), Станислав Динейкин (4+5), Вадим Хамутцких (1+2), Павел Шишкин (5+9). Китай: Ли Му (0+2), Чэнь Фэн (5+11), Чжао Юн (0+3), Ю Дэ (2+10), Чжан Сян (3+10), Чжу Ган (8+8). Выход на замену: Лю Вэйчжун (2+9), Чжан Лимин (3+11), Чжоу Цзяньань (2+1), Се Гочэнь (3+8), Ань Цзяцзе (0+1).                                                         |                                                            |                                                         |          |
| № 13(90) | 9.06.1996 Санкт-Петербург. СКК. 2500 зрителей              | Россия — Япония — 3:0 (16:14, 15:11, 15:2)              | Группа С |
| Россия: Вадим Хамутцких (4+2), Руслан Олихвер (8+15), Валерий Горюшев (1+5), Дмитрий Фомин (5+18), Павел Шишкин (8+12), Олег Шатунов (5+10). Выход на замену: Евгений Красильников (0+0), Сергей Тетюхин (4+3), Алексей Казаков (3+1), Станислав Динейкин (6+5), Сергей Орленко (0+0). Япония: Норико Мацуда (0+2), Нобутака Хирано (3+20), Хацуюки Минами (0+0), Сигэру Аояма (5+9), Масаюки Идзумикава (7+12), Таити Сасаки (3+10). Выход на замену: Норихико Миядзаки (1+5), Нобухаро Сайто (2+7).                                                          |                                                            |                                                         |          |
| № 14(91) | 14.06.1996 Токио                                           | Китай — Россия — 2:3 (15:9, 11:15, 5:15, 15:10, 13:15)  | Группа С |
| Китай: Чжан Сян (19+23), ??? Россия: Дмитрий Фомин (12+14), Вадим Хамутцких, ???. Выход на замену: Евгений Красильников, Константин Ушаков, ???. |                                                            |                                                         |          |
| № 15(92) | 16.06.1996 Токио                                           | Япония — Россия — 1:3 (6:15, 15:6, 14:16, 1:15)         | Группа С |
| Япония: ??? Россия: Станислав Динейкин (12+30), ???. Выход на замену: Дмитрий Фомин, ???. |                                                            |                                                         |          |

### Мировая лига. Финальный турнир
| № 16(93) | 24.06.1996 Роттердам. Дворец спорта «Ахой». 600 зрителей  | Россия — Куба — 3:2 (4:15, 15:6, 15:7, 7:15, 15:13)      | Групповой этап    |
| Россия: Евгений Красильников (0+0), Руслан Олихвер (0+7), Игорь Шулепов (3+6), Дмитрий Фомин (15+16), Олег Шатунов (5+12), Павел Шишкин (1+1). Выход на замену: Валерий Горюшев (5+9), Вадим Хамутцких (2+1), Станислав Динейкин (7+15), Алексей Казаков (1+0), Сергей Тетюхин (0+0). Куба: Рауль Диаго (0+1), Иосвани Эрнандес (7+15), Хоэль Деспайн (3+13), Фредди Брукс (14+15), Освальдо Эрнандес (6+17), Алайн Рока (1+8). Выход на замену: Анхель Бельтран (0+0), Алексис Батте (7+7), Николас Вивес (3+1), Родольфо Санчес (3+4), Идальмис Гато (0+0).                               |                                                           |                                                          |                   |
| № 17(94) | 25.06.1996 Роттердам. Дворец спорта «Ахой». 3500 зрителей | Нидерланды — Россия — 3:0 (15:9, 15:2, 16:14)            | Групповой этап    |
| Нидерланды: Петер Бланже (0+4), Олоф ван дер Мёлен (9+13), Бас ван де Гор (11+10), Гёйдо Гёртзен (4+10), Рон Звервер (7+6), Хенк Ян Хелд (3+8). Выход на замену: Майк ван де Гор (0+0), Ян Постума (0+0). Россия: Олег Шатунов (3+3), Вадим Хамутцких (3+1), Игорь Шулепов (3+6), Станислав Динейкин (4+22), Дмитрий Фомин (2+7), Валерий Горюшев (4+14). Выход на замену: Алексей Казаков (2+2), Сергей Орленко (0+2), Евгений Красильников (0+0), Павел Шишкин (0+0). |                                                           |                                                          |                   |
| № 18(95) | 27.06.1996 Роттердам. Дворец спорта «Ахой». 600 зрителей  | Италии — Россия — 3:2 (10:15, 10:15, 16:14, 15:4, 16:14) | Групповой этап    |
| Италия: Паоло Тофоли (1+2), Лоренцо Бернарди (1+6), Андреа Гардини (6+13), Андреа Джани (9+27), Марко Браччи (13+17), Паскуале Гравина (6+12). Выход на замену: Самуэле Папи (7+13), Марко Меони (0+0), Андреа Сарторетти (2+1), Вигор Боволента (1+2), Андреа Дзордзи (0+1), Лука Кантагалли (0+1). Россия: Олег Шатунов (7+17), Вадим Хамутцких (5+1), Игорь Шулепов (4+7), Станислав Динейкин (9+29), Дмитрий Фомин (14+22), Валерий Горюшев (8+12). Выход на замену: Алексей Казаков (0+0), Сергей Орленко (0+0), Евгений Красильников (0+0), Павел Шишкин (0+3), Сергей Тетюхин (2+1). |                                                           |                                                          |                   |
| № 19(96) | 28.06.1996 Роттердам. Дворец спорта «Ахой». 1000 зрителей | Россия — Бразилия — 3:0 (15:13, 15:12, 15:13)            | Групповой этап    |
| Россия: Олег Шатунов (5+16), Вадим Хамутцких (1+1), Павел Шишкин (8+15), Станислав Динейкин (4+19), Дмитрий Фомин (7+24), Валерий Горюшев (7+12). Выход на замену: Алексей Казаков (0+0), Сергей Тетюхин (0+0), Игорь Шулепов (0+1). Бразилия: Алешандре Самуэл (Танде) (6+9), Антонио Говея (Карлао) (2+11), Марсело Неграо (6+19), Джоване Гавио (6+25), Макс (2+3), Маурисио Лима (1+2). Выход на замену: Налберт (3+5), Карлос Шванке (0+0), Пауло Сильва (Паулао) (3+6), Марселино (0+0).                                                                                              |                                                           |                                                          |                   |
| № 20(97) | 29.06.1996 Роттердам. Дворец спорта «Ахой». 6500 зрителей | Россия — Куба — 3:2 (3:15, 15:7, 4:15, 16:14, 19:17)     | Матч за 3-е место |
| Россия: Вадим Хамутцких (1+1), Павел Шишкин (4+15), Станислав Динейкин (14+20), Дмитрий Фомин (11+19), Валерий Горюшев (4+10), Олег Шатунов (4+6). Выход на замену: Игорь Шулепов (4+7), Евгений Красильников (0+0), Алексей Казаков (2+0), Сергей Тетюхин (0+0), Сергей Орленко (0+0). Куба: Освальдо Эрнандес (4+25), Рауль Диаго (2+1), Ален Рока (5+11), Иосвани Эрнандес (6+10), Хоэль Деспайн (21+26), Фредди Брукс (16+20). Выход на замену: Белтран (1+0), Идальмис Гато (0+0). |                                                           |                                                          |                   |

### Олимпийский турнир
| № 21(98) | 21.07.1996 Атенс. UGA Coliseum. 4500 зрителей    | Югославия — Россия — 3:1 (10:15, 15:13, 15:10, 15:11) | Группа А        |
| Югославия: Зарко Петрович (1+6), Желько Танаскович (11+8), Деян Брдович (3+7), Слободан Ковач (3+5), Никола Грбич (4+2), Владимир Грбич (3+27). Выход на замену: Владимир Батез (9+23), Горан Вуевич (12+19), Дула Местер (3+11). Россия: Олег Шатунов (6+9), Вадим Хамутцких (3+1), Дмитрий Фомин (8+23), Станислав Динейкин (6+27), Игорь Шулепов (3+6), Валерий Горюшев (3+11). Выход на замену: Алексей Казаков (1+0), Павел Шишкин (5+13), Сергей Тетюхин (0+0).                                                                        |                                                  |                                                       |                 |
| № 22(99) | 23.07.1996 Атенс. UGA Coliseum                   | Нидерланды — Россия — 3:0 (15:9, 15:9, 15:9)          | Группа А        |
| Нидерланды: Петер Бланже (0+4), Олоф ван дер Мёлен (9+23), Бас ван де Гор (8+13), Гёйдо Гёртзен (9+20), Рон Звервер (10+12), Хенк Ян Хелд (1+12). Выход на замену: Ян Постума (0+0). Россия: Олег Шатунов (2+13), Вадим Хамутцких (0+1), Дмитрий Фомин (6+25), Павел Шишкин (4+9), Станислав Динейкин (1+8), Валерий Горюшев (3+15). Выход на замену: Алексей Казаков (0+0), Игорь Шулепов (2+7), Сергей Тетюхин (2+4), Константин Ушаков (1+2).                                                                                             |                                                  |                                                       |                 |
| № 23(100) | 25.07.1996 Атенс. UGA Coliseum                   | Россия — Корея — 3:0 (15:8, 15:4, 16:14)              | Группа А        |
| Россия: Олег Шатунов (6+11), Вадим Хамутцких (2+2), Дмитрий Фомин (6+5), Павел Шишкин (4+10), Станислав Динейкин (8+21), Игорь Шулепов (7+15). Выход на замену: Алексей Казаков (0+0), Валерий Горюшев (3+9), Константин Ушаков (0+0). Корея: Ким Се Йин (4+14), Шин Юн Чул (0+0), Ким Санг Ву (1+4), Чой Шон Сик (0+1), Парк Хи Сан (1+17), Шин Ин Сик (4+1). Выход на замену: Им До Хун (4+18), Бан Син Бон (1+3), Ли Сун Хи (0+0), Ха Йонг Ва (4+2).                                                                                      |                                                  |                                                       |                 |
| № 24(101) | 27.07.1996 Атенс. UGA Coliseum                   | Италия — Россия — 3:0 (15:11, 15:6, 15:12)            | Группа А        |
| Италия: Лоренцо Бернарди (5+14), Андреа Гардини (1+14), Марко Меони (2+0), Андреа Джани (10+32), Лука Кантагалли (5+7), Вигор Боволента (4+14). Выход на замену: Марко Браччи (0+1), Самуэле Папи (5+7), Паскуале Гравина (0+0), Андреа Сарторетти (0+0). Россия: Олег Шатунов (1+3), Вадим Хамутцких (0+0), Руслан Олихвер (2+6), Павел Шишкин (3+8), Станислав Динейкин (5+18), Игорь Шулепов (5+13). Выход на замену: Сергей Орленко (0+5), Алексей Казаков (0+2), Сергей Тетюхин (2+14), Валерий Горюшев (3+6), Константин Ушаков (2+1). |                                                  |                                                       |                 |
| № 25(102) | 29.07.1996 Атенс. UGA Coliseum                   | Россия — Тунис — 3:0 (15:9, 15:10, 15:11)             | Группа А        |
| Россия: Олег Шатунов (5+3), Вадим Хамутцких (1+1), Руслан Олихвер (0+9), Павел Шишкин (3+5), Станислав Динейкин (11+20), Игорь Шулепов (9+18). Выход на замену: Сергей Орленко (0+1), Алексей Казаков (6+2), Сергей Тетюхин (1+6), Валерий Горюшев (0+1), Константин Ушаков (2+0). Тунис: Хази Коуба (1+7), Райд Хедили (3+3), Мохамед Багдади (6+24), Райд Хандри (4+9), Атеф Лукил (6+14), Халед Белаид (0+7). Выход на замену: Хичем Бен Ромдан (0+0), Тарак Они (1+0).                                                                   |                                                  |                                                       |                 |
| № 26(103) | 31.07.1996 Атланта. Omni Coliseum. 7400 зрителей | Куба — Россия — 0:3 (13:15, 15:17, 11:15              | 1/4 финала      |
| Куба: Рауль Диаго (7+1), Ален Рока (3+3), Иосвани Эрнандес (8+17), Хоэль Деспайн (5+18), Освальдо Эрнандес (5+23), Фредди Брукс (3+15). Выход на замену: Рикардо Вантес (0+0), Родольфо Санчес (1+5). Россия: Олег Шатунов (7+5), Вадим Хамутцких (5+2), Игорь Шулепов (2+12), Станислав Динейкин (5+24), Дмитрий Фомин (8+24), Павел Шишкин (6+12). Выход на замену: Алексей Казаков (0+0), Сергей Тетюхин (2+1), Руслан Олихвер (0+0). |                                                  |                                                       |                 |
| № 27(104) | 2.08.1996 Атланта. Omni Coliseum                 | Нидерланды — Россия — 3:0 (15:6, 15:6, 15:10          | 1/2 финала      |
| Нидерланды: Петер Бланже (2+2), Олоф ван дер Мёлен (15+12), Бас ван де Гор (5+17), Гёйдо Гёртзен (6+9), Рон Звервер (1+9), Хенк Ян Хелд (9+15). Выход на замену: Рихард Шуль (0+0), Ян Постума (0+0). Россия: Олег Шатунов (1+2), Вадим Хамутцких (1+1), Дмитрий Фомин (4+23), Павел Шишкин (1+5), Игорь Шулепов (0+10), Станислав Динейкин (2+13). Выход на замену: Алексей Казаков (0+0), Сергей Тетюхин (0+0), Руслан Олихвер (2+7), Валерий Горюшев (1+4), Константин Ушаков (1+1).                                                      |                                                  |                                                       |                 |
| № 28(105) | 4.08.1996 Атланта. Omni Coliseum. 10050 зрителей | Россия — Югославия — 1:3 (8:15, 15:7, 8:15, 9:15)     | Матч за 3 место |
| Россия: Олег Шатунов (3+4), Вадим Хамутцких (2+0), Игорь Шулепов (0+2), Станислав Динейкин (1+7), Дмитрий Фомин (13+26), Павел Шишкин (4+10). Выход на замену: Алексей Казаков (0+0), Сергей Тетюхин (2+3), Руслан Олихвер (3+8), Валерий Горюшев (4+13), Константин Ушаков (0+0). Югославия: Владимир Грбич (9+20), Жарко Петрович (3+11), Никола Грбич (3+4), Слободан Ковач (4+9), Желько Танаскович (7+3), Джордже Джурич (9+23). Выход на замену: Дьюла Мештер (2+1), Горан Вуевич (3+9), Владимир Батез (0+1).                         |                                                  |                                                       |                 |

## Состав
| №  | Игрок                | Год рождения | Амплуа       | Клуб                                      | Турниры и игры | Турниры и игры | Турниры и игры | Всего матчей | Очки | Отыгр. подачи | Всего очков |
| №  | Игрок                | Год рождения | Амплуа       | Клуб                                      | ООТ            | МЛ             | ОИ             | Всего матчей | Очки | Отыгр. подачи | Всего очков |
| -- | -------------------- | ------------ | ------------ | ----------------------------------------- | -------------- | -------------- | -------------- | ------------ | ---- | ------------- | ----------- |
| 1  | Дмитрий Фомин        | 1968         | диагональный | «Эдилкуоги» Равенна «Сислей» Тревизо      | 3(3)           | 16(14)         | 6(6)           | 25(23)       | 215  | 426           | 641         |
| 2  | Станислав Динейкин   | 1973         | диагональный | «Самотлор» Нижневартовск                  | 3              | 17(12)         | 8(8)           | 28(20)       | 153  | 401           | 554         |
| 3  | Игорь Шулепов        | 1972         | доигровщик   | «УЭМ-Изумруд» Екатеринбург                | 3(3)           | 14(10)         | 8(7)           | 25(20)       | 107  | 238           | 345         |
| 4  | Валерий Горюшев      | 1973         | доигровщик   | «Джойя-дель-Колле» «Ареа» Равенна         | 2(2)           | 16(12)         | 7(2)           | 25(16)       | 120  | 205           | 325         |
| 5  | Павел Шишкин         | 1970         | доигровщик   | «Репорт» Сузану «Джапан тобакко» Хиросима | 2(1)           | 13(6)          | 8(7)           | 23(14)       | 93   | 181           | 274         |
| 6  | Олег Шатунов         | 1967         | блокирующий  | «Джапан тобакко» Хиросима                 | 3(3)           | 11(9)          | 8(8)           | 22(20)       | 88   | 158           | 246         |
| 7  | Руслан Олихвер       | 1969         | блокирующий  | «Репорт» Сузану                           | 3(3)           | 11(9)          | 5(2)           | 19(14)       | 75   | 168           | 243         |
| 8  | Сергей Тетюхин       | 1975         | доигровщик   | «Белогорье-Динамо» Белгород               |                | 16(2)          | 7              | 23(2)        | 30   | 39            | 69          |
| 9  | Алексей Казаков      | 1976         | блокирующий  | «Искра» Одинцово                          | 3              | 17(2)          | 8              | 28(2)        | 29   | 26            | 55          |
| 10 | Вадим Хамутцких      | 1969         | связующий    | «Белогорье-Динамо» Белгород               |                | 11(6)          | 8(8)           | 19(14)       | 31   | 17            | 48          |
| 11 | Сергей Орленко       | 1971         | блокирующий  | ЦСКА                                      |                | 8(1)           | 2              | 10(1)        | 14   | 27            | 41          |
| 12 | Константин Ушаков    | 1970         | связующий    | ЦСКА                                      | 3(3)           | 8(2)           | 6              | 17(5)        | 18   | 19            | 37          |
| 13 | Евгений Красильников | 1965         | связующий    | «Эмлякбанк» Анкара                        | 2              | 16(8)          |                | 18(8)        | 7    | 13            | 20          |
| 14 | Евгений Митьков      | 1972         | доигровщик   | «Джапан тобакко» Хиросима                 | 3              |                |                | 3            | 0    | 0             | 0           |

Примечание: набранные игроками очки приведены за 26 матчей (кроме матчей № 91-92)
- Главный тренер — Вячеслав Платонов
- Тренер - Олег Молибога

В играх приняли участие 14 волейболистов, 13 из которых выходили на площадку в стартовом составе. Дебютировали в составе сборной четверо волейболистов — Станислав Динейкин, Алексей Казаков, Вадим Хамутцких, Сергей Тетюхин.

## Итоги
Всего в сезоне 1996 года сборная России провела 28 официальных матчей против команд 11 стран, в которых одержала 21 победу, проиграв 7 встреч при соотношении партий 67:34.
| Турнир                                        | И  | В  | П | С/П   | Место |
| --------------------------------------------- | -- | -- | - | ----- | ----- |
| Квалификация на Олимпийские игры              | 3  | 3  | 0 | 9:3   | 1 гр. |
| Мировая лига 1996. Интерконтинентальный раунд | 12 | 12 | 0 | 36:7  | 1 гр. |
| Мировая лига 1996. Финальный турнир           | 5  | 3  | 2 | 11:10 | 3     |
| Олимпийские игры 1996                         | 8  | 3  | 5 | 11:15 | 4     |